# ヤディル・ドレイク
ヤディル・ドレイク・ドミンゲス（Yadir Drake Dominguez、1990年4月12日 - ）は、キューバ共和国マタンサス州マタンサス出身のプロ野球選手（外野手）。右投右打。メキシカンリーグのユカタン・ライオンズ所属。

## 経歴

### プロ入り前
2009年にキューバ国内リーグのセリエ・ナシオナル・デ・ベイスボルのココドゥリロス・デ・マタンサスでデビューした。
2011年にメキシコへ亡命し、メキシコ国籍を取得。

### プロ入りとドジャース傘下時代
2014年8月25日にロサンゼルス・ドジャースとマイナー契約を結び、プロ入りを果たした。すでにマイナーリーグは最終盤だったため、同年はプレーしなかった。
2015年4月6日に傘下Aグレートレイクス・ルーンズへ配属され、開幕を迎えた。4月20日に傘下A+級ランチョクカモンガ・クエークスへ昇格した。4月30日に傘下+ルーキー級オグデン・ラプターズへ配属された。5月1日に傘下AA級タルサ・ドリラーズへ昇格した。5月26日に傘下AAA級オクラホマシティ・ドジャースへ昇格したが、試合には出場すること無く、5月27日に傘下AA級ドリラーズへ降格した。同年は3チームで、120試合に出場し、打率.281、3本塁打、38打点、1盗塁を記録した。
オフの11月に第1回WBSCプレミア12のメキシコ代表に選出された。日本戦では「5番・右翼」で先発出場し、前田健太から安打を放つなど、4打数2安打1盗塁を記録した。
2016年3月20日にメジャーのスプリングトレーニングへ招待された。開幕は傘下AA級ドリラーズで迎えた。5月27日に解雇された。

### 日本ハム時代
2017年6月29日に北海道日本ハムファイターズが獲得を発表した。11月10日に球団公式サイトにおいて、ファイターズ退団が発表された。12月2日に自由契約となった。

### メキシカンリーグ時代
2018年3月22日にメキシカンリーグのドゥランゴ・ジェネラルズと契約。4月29日にトレードでモンテレイ・サルタンズに移籍。2020年は、リーグ戦が中止されたことでプレー出来ず、翌年はユカタン・ライオンズでプレーした。

## 選手としての特徴・人物
長打力だけでなく、コースに逆らわず打てるしなやかな打撃と、そつのない守備が魅力の外野手。
同じくキューバ出身で同じくロサンゼルス・ドジャースに入団したヤシエル・プイグ、アレックス・ゲレーロとは親交があり、日本球界行きには彼らからの助言があった。尚、プイグとドレイクは一緒にプレーした経験は無いが、ゲレーロはこの2人とチームメイトだったことがあり、2人の共通の友人である。

## 詳細情報

### 年度別打撃成績
| 年 度     | 球 団     | 試 合 | 打 席 | 打 数 | 得 点 | 安 打 | 二 塁 打 | 三 塁 打 | 本 塁 打 | 塁 打 | 打 点 | 盗 塁 | 盗 塁 死 | 犠 打 | 犠 飛 | 四 球 | 敬 遠 | 死 球 | 三 振 | 併 殺 打 | 打 率 | 出 塁 率 | 長 打 率 | O P S |
| --------- | --------- | ----- | ----- | ----- | ----- | ----- | -------- | -------- | -------- | ----- | ----- | ----- | -------- | ----- | ----- | ----- | ----- | ----- | ----- | -------- | ----- | -------- | -------- | ----- |
| 2017      | 日本ハム  | 35    | 86    | 82    | 4     | 19    | 2        | 0        | 1        | 24    | 3     | 0     | 0        | 0     | 0     | 3     | 0     | 1     | 22    | 2        | .232  | .267     | .293     | .560  |
| 通算：1年 | 通算：1年 | 35    | 86    | 82    | 4     | 19    | 2        | 0        | 1        | 24    | 3     | 0     | 0        | 0     | 0     | 3     | 0     | 1     | 22    | 2        | .232  | .267     | .293     | .560  |

### WBSCプレミア12での打撃成績
| 年 度 | 代 表    | 試 合 | 打 席 | 打 数 | 得 点 | 安 打 | 二 塁 打 | 三 塁 打 | 本 塁 打 | 塁 打 | 打 点 | 盗 塁 | 盗 塁 死 | 犠 打 | 犠 飛 | 四 球 | 敬 遠 | 死 球 | 三 振 | 併 殺 打 | 打 率 | 出 塁 率 | 長 打 率 |
| ----- | -------- | ----- | ----- | ----- | ----- | ----- | -------- | -------- | -------- | ----- | ----- | ----- | -------- | ----- | ----- | ----- | ----- | ----- | ----- | -------- | ----- | -------- | -------- |
| 2015  | メキシコ | 8     | 32    | 30    | 1     | 7     | 2        | 0        | 0        | 9     | 3     | 3     | 1        | 0     | 0     | 2     | 0     | 0     | 4     | 0        | .233  | .281     | .300     |

### WBCでの打撃成績
| 年 度 | 代 表    | 試 合 | 打 席 | 打 数 | 得 点 | 安 打 | 二 塁 打 | 三 塁 打 | 本 塁 打 | 塁 打 | 打 点 | 盗 塁 | 盗 塁 死 | 犠 打 | 犠 飛 | 四 球 | 敬 遠 | 死 球 | 三 振 | 併 殺 打 | 打 率 | 出 塁 率 | 長 打 率 |
| ----- | -------- | ----- | ----- | ----- | ----- | ----- | -------- | -------- | -------- | ----- | ----- | ----- | -------- | ----- | ----- | ----- | ----- | ----- | ----- | -------- | ----- | -------- | -------- |
| 2023  | キューバ | 6     | 25    | 21    | 5     | 8     | 2        | 0        | 0        | 10    | 2     | 0     | 0        | 1     | 0     | 3     | 0     | 0     | 2     | 2        | .381  | .458     | .476     |

### 記録

#### NPB
初記録
- 初出場・初先発出場：2017年7月3日、対埼玉西武ライオンズ11回戦（東京ドーム）、1番・右翼手で先発出場
- 初打席：同上、1回裏に岡本洋介から遊飛
- 初安打：2017年7月4日、対埼玉西武ライオンズ12回戦（東京ドーム）、3回裏に野上亮磨から遊撃内野安打
- 初打点：2017年7月6日、対埼玉西武ライオンズ13回戦（札幌ドーム）、3回裏にスティーブン・ファイフから左前適時打
- 初本塁打：2017年8月30日、対福岡ソフトバンクホークス22回戦（旭川スタルヒン球場）、4回裏にリック・バンデンハークから左越ソロ

### 背番号
- 52（2017年6月29日 - 同年終了）

### 代表歴
- 2015 WBSCプレミア12 メキシコ代表
- 2023 ワールド・ベースボール・クラシック・キューバ代表